# Skåpbubblor
Skåpbubblor var en årlig uppsättning av revyer på Falkenbergs stadsteater från 1988 till 1993. Huvudpersonerna bakom revyn var duon och komikerna Stefan & Krister (Stefan Gerhardsson och Krister Classon, då Claesson), som tillsammans med Janne och Bosse Andersson då nyligen hade bildat bolaget Produktionsgruppen i Halland (nuvarande 2Entertain). Skåpbubblor blev på så vis också deras första egna revyproduktion, efter att Gerhardsson och Classon hade varit anställda på Sven Slättengrens revy i Värnamo sedan 1983.
Till den första upplagan blev de 1 500 förhandstryckta biljetterna slutsålda, som inledningsvis var tilltänkt sju föreställningar men blev nitton, och fick därför utökas till 7 000 biljetter. Till denna upplaga skapades också Classons burleska figur Birger, och till nästa (1989) års upplaga skapades Gerhardssons svarsfigur Olvert Bengtsson, vilka gick under varumärket Birger & Olvert – som sedermera i duons egna filmproduktioner, och i synnerhet TV-serien Full Fräs, fick sitt riksgenombrott; tillkommet också med Jojje Jönssons figur (blyge) Örjan, då Jönssons första medverkande med Gerhardssons och Classons team var i Skåpbubblor 1992.
Sammanlagt blev det 457 föreställningar under den sex år långa uppsättningen, och den totala publiksiffran uppgick till 200 000 personer.

## Medverkande (i urval)
- Stefan Gerhardsson
- Krister Classon
- Jojje Jönsson
- Eva Bartholdsson
- Torbjörn Johansson
- Cecilia Berg
- Maria Wells